# David Cañada
David Cañada Gracia (Saragoça, 11 de março de 1975 - Graus, Huesca, 28 de maio de 2016) foi um ciclista espanhol.

## Biografia
Estreiou como profissional no ano 1996 nas fileiras da equipa ONZE. Consegui importantes triunfos em 2000, abrindo-se um espaço no pelotão internacional e apontando um prometedor futuro.
Na edição do Tour de France desse ano ficou quinto na etapa prólogo, uma contrarrelógio individual que ganhou David Millar por adiante de Armstrong, Jalabert, Jan Ullrich e o próprio David Cañada. Dias mais tarde vestiu-se o maillot branco de melhor corredor jovem ao adjudicar-se a quarta etapa, uma contrarrelógio por equipas com ONZE, e subiu até à segunda posição na classificação geral. Finalmente acabou o Tour de France no posto 33.
Lamentavelmente, uma série de lesões (em ambos tendões de Aquiles, fracturas no cúbito e rádio, necroses num pulso e inclusive um problema cardíaco do que teve que ser intervindo) lhe afastaram do triunfo na sua passagem pela Mapei e Quick Step.
No ano 2006, e já nas fileiras da Saunier Duval - Prodir, Cañada parecia romper à sua má sorte com um triunfo na geral da Volta à Catalunha que lhe devolvia à elite do ciclismo internacional.
Em 2007 o infortúnio voltou a cair sobre ele. Detectou-se-lhe um cancro de pele (melanoma), do qual teve uma intervenção cirúrgico, aparentemente com sucesso.
No entanto, em 2008 a inchaço de um gânglio da axila alertou aos médicos e depois de uma biopsia comprovou-se que tinha desenvolvido um linfoma. Os gânglios afectados foram extirpados.
A 21 de janeiro de 2010, numa roda de imprensa celebrada em Saragoça, deu a conhecer a sua retirada definitiva do ciclismo ao não ter encontrado equipa para continuar como profissional. Assim mesmo, anunciou que estava completamente recuperado do cancro sofrido.
A 28 de maio de 2016 faleceu por causa de um acidente em bicicleta na marcha cicloturista "Puertos de Ribagorza" (Graus, Huesca).
A 14 de janeiro de 2017 foi nomeado, a título póstumo, Filho Adoptivo da vila de Ejea de los Caballeros (Saragoça).

## Palmarés
2000
- Volta a Múrcia, mais 2 etapas
- Circuito de la Sarthe, mais 1 etapa

2006
- Volta à Catalunha

## Resultados em Grandes Voltas
| Carreira        | 1999 | 2000 | 2001 | 2002 | 2003 | 2004 | 2005 | 2006 | 2007 | 2008 |
| --------------- | ---- | ---- | ---- | ---- | ---- | ---- | ---- | ---- | ---- | ---- |
| Giro d'Italia   | 89º  | -    | -    | -    | -    | 18º  | -    | -    | 59º  | 58º  |
| Tour de France  | -    | 33º  | -    | -    | 56º  | -    | 63º  | Ab.  | 103º | -    |
| Volta a Espanha | -    | -    | -    | 50º  | 53º  | 47º  | Ab.  | 88º  | -    | -    |